# Арон (син Јована Владислава)
Арон (бугарски: Арон) је био бугарски племић, син Јована Владислава.

## Биографија
Арон је био трећи син бугарског цара Јована Владислава и његове жене Марије. Након очеве погибије у рату са византијским царем Василијем, Арон се, заједно са својом браћом Пресијаном II и Алусијаном повукао на планину Томор где је још неко време пружао отпор Византинцима. Из додатка Михаила Деволског сазнајемо за имена још двојице синова Јована Владислава: Трајан и Радомир. Након предаје је одведен у Цариград. Имао је функцију намесника Васпуракана. Учествује у бици код Капетрона (1048) против Турака Селџука у којој је Византија доживела пораз. Из натписа који потиче из 1055-1056. године сазнајемо да је Арон тада био намесник у области Ани у Иберији.